# Antipsicótico atípico

Diagrama da clozapina, o primeiro antipsicótico de segunda geração.

Os antipsicóticos atípicos, também chamados antipsicóticos de segunda geração, são uma classe de medicamentos usados para o tratamento de certos transtornos psiquiátricos. Alguns têm sido aprovados para uso em pacientes com esquizofrenia; outros são indicados para tratar a mania, a anorexia nervosa, o transtorno bipolar, a agitação psicótica, entre outras.

## Exemplos de antipsicóticos atípicos
- Clozapina
- Risperidona
- Quetiapina
- Olanzapina